# Jan Petersen (arkæolog)
 Der er flere personer med dette navn, se Jan Petersen.
Jan Greve Thaulow Petersen (20. oktober 1887 - 3. marts 1967) var en norsk arkæolog og historiker, som primært arbejdede med vikingetiden og jernalderens gårdanlæg i Rogaland. Han er berømt for sit værk De Norske Vikingsverd, hvori han klassificerer norske vikingesværd.

## Karriere
Petersen blev cand. philol i historie i 1914 og blev året efter ansat som konservator ved Universitetets Oldsaksamling. Han bearbejdede bl.a. Gabriel Gustafsons fund fra gravfeltet i Store Dal i Skjeberg i første bind af serien Norske Oldfunn i 1916. Petersen tog doktorgrad i arkæologi i 1919 med afhandlingen De Norske Vikingesverd. Det er fortsat et standardværk for klassifikation af vikingetidens våben og Oakeshott typologi er en fortsættelse af Petersens arbejde. Den blev fulgt op med Vikingetidens smykker (1928) og Vikingetidens redskaper (1951).
Petersen var direktør ved Stavanger Museum fra 1923 til 1958 og lavede her et stort arbejde med udgravning og publisering af jernaldergårde i Sydvestnorge. Han har en stor del af æren for bevaringen og restaureringen af Utstein kloster. I 1928 blev han valgt ind i Det Norske Videnskaps-Akademi. Han blev også medlem af Kungliga Vitterhets Historie och Antikvitets Akademien.

## Privatliv
Han var søn af Hans Henrik Petersen (1827–1906) og Elisabeth Cæcilie Thaulow (1845–1901). Faderen var rektor på Trondheim katedralskole (latinskolen). Hans ældre bror var arkæologen Theodor Petersen (1875–1952). I 1917 giftede Jan sig med Gerda Holtermann (1892–1985). Datteren Liv Petersen (1922–81) blev gift med politologen Knut Dahl Jacobsen.